# MOTORING MUSIC
『MOTORING MUSIC』（モータリング・ミュージック）は、2022年4月1日からJ-WAVEで放送されているラジオ番組。

## 概要
武藤千春がナビゲーターを務めている音楽番組で、毎週金曜 16:00 - 16:30（日本標準時）に放送。武藤がJ-WAVEの番組に起用されるのは、2021年9月に終了した『SHIBUYA DESIGN』以来半年ぶりとなる。
番組は、各回のゲストがテーマに沿って選んだ曲と、武藤がナビゲートする週末の行楽情報によって構成されている。放送1年目最後の月からは、一時番組の基本構成を変えてスタジオ外での収録を敢行。その月のゲスト2名に自動車に乗ってドライブトークをしてもらう企画を、2年目の終わりまで実施していた。このドライブトークの回は、Spotify で Music+Talk のコンテンツとして公式配信されている。またゲストは、当初は月替わりで複数回にわたって出演するいわゆるマンスリーゲストであったが、3年目からは週替わりの単発出演となっている。
前番組『TOYOTA DRIVE IN JAPAN』から引き続きトヨタ自動車の一社提供で放送されている。ただしJFL加盟5局で同時ネットされていた前番組と違い、本番組はJ-WAVEのみで放送のローカル番組となっている。